# Крамниця єдинорогів
Крамниця єдинорогів (англ. Unicorn Store) — американський комедійний фільм 2017 року, дебютна режисерська робота кіноакторки Брі Ларсон.

## Сюжет
Кіт зуміла зберегти дитячу безпосередність і легкість характеру, даруючи навколишнім людям свою посмішку і позитивний настрій. Але коли в житті Кіт настає чорна смуга, навіть у неї не вистачає заряду хороших емоцій, щоб її пережити. Дівчина смутніє, її виганяють з художньої школи, і вона свариться з батьками. Кіт змушена влаштуватися на роботу в рекламне агентство, яким керує моторошний начальник. Несподівано на стіл дівчині потрапляють таємничі запрошення у таємничий магазинчик під назвою «Крамниця єдинорогів», де їй обіцяють роботу, що втілює її дитячі мрії - займатися постачанням єдинорогів. Кіт наймає молодого помічника, від якого намагається приховати справжнє призначення їхньої «стайні».

## У ролях
| Актор                | Роль      |
| -------------------- | --------- |
| Брі Ларсон           | Кіт       |
| Семюел Лірой Джексон | продавець |
| Джоан К'юсак         | Гледіс    |
| Бредлі Вітфорд       | Джин      |
| Каран Соні           | Кевін     |
| Мамуду Аті           | Вірджил   |
| Мері Голланд         | Джоні     |
| Геміш Лінклейтер     | Гарі      |
| Анналі Ешфорд        | Кристал   |
| Марта Макайзек       | Сабріна   |
| Кріс Вітаске         | Мет       |
| Раян Генсен          | Брок      |